# 東海道新幹線火災事件
東海道新幹線火災事件（とうかいどうしんかんせん かさいじけん）とは、2015年（平成27年）6月30日に新横浜 - 小田原間を営業運転中の東海道新幹線車内で、男が焼身自殺を図り、火災が発生した事件。1964年（昭和39年）10月1日の同線の開業以来、そして、全新幹線でも初めての列車火災事故となった。

## 事件の経緯
2015年6月30日午前11時半頃、新横浜 - 小田原間を走行していた、東京発新大阪行き「のぞみ225号」（N700系X59編成）の先頭の1号車で、東京都杉並区西荻北在住の71歳の男が、ガソリンをかぶりライターで火をつけ炎上し、火災が発生した。列車は、小田原市上町で緊急停車し、火は乗務員（運転士）が車内に備え付けられていた消火器で消し止めた。
男は1号車の客室内最前部辺りで火をつけ、同客室の前方の運転室との間のデッキで倒れ死亡した。神奈川県警察による司法解剖の結果、男の死因は焼死と判明した。煙は1号車だけでなく隣の2号車にまで充満したため、他の乗客は3号車より後方に避難したが、巻き添えとなったとみられる乗客の横浜市青葉区在住の52歳女性が、1号車後方のデッキで倒れ死亡しているのが発見された。司法解剖の結果、女性の死因は気道熱傷による窒息死と判明した。女性は、伊勢神宮へこれまでの平穏無事のお礼参りに向かっている最中だった。この他、乗客26名と乗務員2名の計28人が煙を吸うなどして重軽傷を負った。車内で救急隊の救命士によるトリアージが行われ、重症の乗客は緊急停止中の地点から車外に降ろされ、救急搬送された。
火災の発生した列車は現場に停車した状態で神奈川県警による検証が行われていたが、14時過ぎに小田原駅に向けて移動を開始し、15時前に小田原駅に到着し残りの乗客を降ろした。のぞみ225号は小田原駅で運転を打ち切り、運転士が体調不良を訴え救急搬送されたため、運転士の資格を持つ車掌によって三島車両所へ回送された。
火災車両は3日に警察による検証が行われ、1号車の1 - 3列目付近の座席はシートが焼け落ち骨組みだけになり、樹脂製の窓やカバーが高熱で溶けるなど、激しく燃えており、1号車内の前方半分の座席が燃えて骨組みが露出するなどしていた。また、火災により発生したすすは後方2号車の1 - 2列目付近まで到達していた。
損傷が大きい1号車の783-2059は修復不能と判断され、差し替えることとなった。2016年6月29日に同一番号の新しい車体が日本車輌製造豊川製作所から浜松工場まで陸送され、残った車両と組み合わせ、試運転の後、2016年7月29日に運用に復帰している。

### 刑事捜査
この事件を受け、神奈川県警は殺人（未必の故意）や現住建造物等放火の疑いで7月1日に男の自宅を家宅捜索した。その後、10月15日には男が乗客に後方への避難を促し、ほとんどの乗客が車両を出たタイミングで放火したことが判明したことなどから、神奈川県警捜査一課と小田原警察署は殺意の認定は困難と判断、殺人容疑での立件は断念した上で現住建造物等放火と傷害致死などの疑いで男を被疑者死亡のまま横浜地方検察庁に書類送検した。その後、検察は10月20日に被疑者死亡を理由に不起訴処分とし、動機不明のまま捜査は終結した。捜査関係者によると、杉並区内の自宅を家宅捜索したが、東海道新幹線で自殺を図る動機につながるものは見つからなかったという。
駅や当該車両内の防犯カメラを調べた結果、当日は西荻窪駅から乗車して東京駅で新幹線に乗り換え、車内で犯行を行う準備をしていたことが判明した。所持していた乗車券はのぞみの通過駅である掛川駅までだった。
火災車両は7月3日、神奈川県警による検証が行われた（前述）。

### 男の身元と動機
男は岩手県出身で、上京した後に飲食店で歌う「流し」の歌手や、幼稚園の送迎バスなどの仕事に就いており、地元の野球チームにも所属していた。知人女性によれば、男は6月29日午後、「ガソリンスタンドへ行く」と、ポリタンクを台車に乗せ歩いていた。男は事件の1年ほど前から清掃業で働いており、年金が少ないという不満を漏らしていた。また、「年金が少ない。年金基金の前で首をつってやる」などという自殺を示唆する言動も繰り返していた。一方、パチンコ好きで競艇に通うなどギャンブルにお金をつぎこんでいたとみられ、約10年前から複数の消費者金融等に借金の返済を続けていたことから、男の姉は「自殺の原因は借金だと思う。追い詰められていたんじゃないか」と話している。
また、事件の半年ほど前には深夜に自分のアパート（家賃4万円で風呂なし）の部屋のガラスを蹴破るなどの行為が住民により目撃された。住民が中をのぞくと、段ボールやごみでいっぱいだった。精神科医の町沢静夫によれば、男の精神状態は鉄道の飛び込み自殺に似ており、社会から不幸がもたらされ死を選ぶほかなくなったという被害妄想にとらわれている。このため、社会への報復として、さらにある種の自己顕示欲があり、最後に一花咲かせ、自分の存在を世間に知らしめたいとの願望があったとみている。

### 運転への影響
火災発生直後から東海道新幹線は全線で運転を見合わせていたが、14時半頃運転を再開した。この影響で、同日20時現在、上下線36本が運休、最大5時間以上の遅れが生じ、大幅にダイヤが乱れた。

## 社会の反応

### 事件への対策
国土交通省は7月1日、東海旅客鉄道（JR東海）を含む新幹線を運営する各事業者を召集し緊急会議を開いた。当面の対策として、駅構内や新幹線車両内の巡回強化など警備体制の強化を各社に要請した。今後も意見交換を行い、車両の安全性確保、火災、テロへの対策についても検討していくとしている。
その一方で新幹線は、多くの乗客に対し、刃物・危険物の持ち込みを確認することは困難であるため、事件から7年が経過した2022年（令和4年）現在も、厳密な手荷物検査は実施されていない上、金属探知機の設置も困難とされている。
JR東海と西日本旅客鉄道（JR西日本）は7月6日、安全対策強化のために東海道・山陽新幹線を運行する車両の客室内に常時撮影の防犯カメラを新設すると発表した。防犯カメラは2015年7月時点ではデッキの乗降口に設置されているが、客室内（両端にある車内案内表示装置の横）に2台、トイレなどがあるデッキ通路部に1台を新設する。事件以降に追加新造する車両は製造時に対応、既存車両についても2018年度までに全ての車両に追設するとしている。一方、乗客の手荷物検査については「新幹線の特徴である利便性を大きく損なう」とし、実施に否定的な見解を示した。
九州旅客鉄道（JR九州）も、N700系11編成にJR東海・JR西日本と同様の防犯カメラの増設を検討するほか、もともと防犯カメラを設置していなかった800系についても設置の可否について検討する方向である。
東日本旅客鉄道（JR東日本）は、東北・北陸・秋田新幹線で運行されている車両の客室内に既に設置されているカメラを、現行の「非常ボタンが押された場合のみ撮影」から「常時撮影」に変更することを検討している。
2016年3月31日、JR各社は4月28日から、ガソリンや灯油など可燃性液体の車内への持ち込みを、量に関係なく禁止すると発表した。

### 日本国外のテロ対策の現状
飛行機と違い、新幹線では手荷物検査は行われていない。日本国外においても、先進国では検査の例はほとんどないが、中国や、2008年にムンバイ同時多発テロが発生したインドでは実施しており、通勤時に長蛇の列ができる問題も発生している。また、イギリスとフランスを結ぶ国際列車であるユーロスターでも例外的に検査を実施している。
このようなテロ対策について、国土交通省は「過去に内々で議論したことはあるが、なかなか厳しい。すぐ乗車できる利便性の方が利用者のニーズとして高い」と説明する一方、日本の警察幹部は「リスクが現実になった。乗客に配慮する『公共の利益』とテロ対策による『国民の負担』のバランスを真剣に検討し、国ぐるみで対策を急ぐべきだ」と強調する。

### 事件の評価
国際テロリズムに詳しい公共政策調査会の板橋功は「大きなイベントのたびに新幹線のセキュリティは課題になった。事件は危機管理に警鐘を鳴らす問題提起といえる」と指摘している。
産経新聞はこの事件について「安全神話に激震」「現行の運行管理態勢を根底から揺さぶる事件」と報じた。
共同通信は「新幹線で起きた事件や事故としては過去最悪の被害となった事件」と報じている。
2015年7月2日放送の『情報ライブ ミヤネ屋』（読売テレビ制作・日本テレビ系列）では「新幹線の安全神話が崩壊、安全性をどう確保すればよいのか」と報じ、司会の宮根誠司が「隣に座った人を疑う時代」と安全性を批判した。

### その他の影響
BS-TBSは同年7月18日に放送予定であった映画『新幹線大爆破』を延期し、同日は『グラン・トリノ』を代替放送した。その後9月19日に放送された。